# Dornice
Dornice este o localitate din comuna Vodice, Slovenia, cu o populație de 65 de locuitori.